# Rhipibruchus jujuyensis
Rhipibruchus jujuyensis is een keversoort uit de familie bladkevers (Chrysomelidae). De wetenschappelijke naam van de soort werd in 1984 gepubliceerd door Muruaga & Kingsolver.